# 713 Luscinia
Luscinia este un asteroid din centura principală, cu un diametru de circa 105,52 km.

## Descoperirea asteroidului
A fost descoperit de astronomul german Joseph Helffrich (1890 – 1971), la 18 aprilie 1911.

## Caracteristici
Asteroidul  prezintă o orbită caracterizată de o semiaxă majoră egală cu 3,3883829 u.a. și de o excentricitate de 0,1658411, înclinată cu 10,35868° în raport cu ecliptica.

## Denumirea asteroidului
Numele asteroidului se referă la păsările din genul Luscinia, în mod obișnuit cunoscute sub numele de privighetori.